# آرثر كولينز (لاعب كريكت)
آرثر كولينز (7 سبتمبر 1871 في المملكة المتحدة - 22 يوليو 1945 في المملكة المتحدة) (بالإنجليزية: Arthur Collins)‏ هو لاعب كريكت بريطاني (وحمل سابقاً جنسية المملكة المتحدة لبريطانيا العظمى وأيرلندا).